# Haitham Hakki
Haitham Hakki (ALA-LC: Haytham Huqi) (en árabe: هيثم حقي‎‎; 29 de agosto de 1948 (76 años) es un realizador sirio, director, guionista, y productor. Ha trabajado intensamente en la TV siria. Su primera película fue su ópera prima del Instituto de Cine de Moscú en 1973: Hotel Thanatos, una adaptación de un libro de André Maurois.
En 1987, creó su "Enterprise Al Rahba" para producciones artísticas. Así, ahora tiene una pequeña ciudad del cine en las afueras de Damasco.
En los más de 40 años de vida artístico-laboral, escribió cientos de artículos cinematográficos y artículos políticos, y publicó el libro "Entre el cine y la televisión". Haitham Hakki es un cineasta decididamente político. Mas, nunca lo enviaron a prisión por sus opiniones. Y, no está impresionado por las películas que propagan un mensaje político directo, y dice que, en cualquier caso, no sería posible hacer una película de ese tipo en Siria.
Como productor conoce, de intentos de censura cinematográfica, por el Ministerio de cultura sirio, expresándose, en exigir el fin de la censura.

## Obra

### Filmografía

#### Cortometrajes
Hakki después de su regreso de Moscú escribió y dirigió cinco cortometrajes:
- The game of Haitham Hakki (El juego de Haitham Hakki)

- The Dam of Haitham Hakki (La represa de Haitham Hakki)

- The Swing of Haitham Hakki (El columpio de Haitham Hakki) (Premio especial del jurado del festival de cine de Praga 1978,  Tanit d'Argent del Festival de cine de Cartago 1978)

- Special Mission of Haitham Hakki (Misión especial de Haitham Hakki)

- Fire and Water of Haitham Hakki (Fuego y agua de Haitham Hakki)

#### Largometrajes
Después de cinco años buscando productor, Rashwan le filmó su primer largometraje “Basra” (2008) y le produjo con la película egipcia independiente. Luego conoció al productor Haitham Hakki, quien se entusiasmó con la producción de la película y la amplió desde el formato HD al formato de 35 mm .
Basra tuvo mucho éxito en los festivales. Se proyectó en doce festivales y obtuvo seis premios y una mención.

### Como productor
- "بصره" "Vista"
- "روداج" "Rodaj"
- "مطر أيلول" "Lluvia de septiembre"
- "الطريق الدائري" "Carretera de circunvalación"

### En tv
- بصمات على جدار الزمن  "Huellas dactilares en el muro del tiempo" 1980.
- حرب السنوات الأربع "Guerra de cuatro años" 1980.
- عزالدين القسام "Izzedine al-Qassam" 1981.
- دائرة النار "Círculo de fuego" 1988.
- غضب الصحراء "La ira del Sahara" 1989.
- هجرة القلوب إلى القلوب "La migración de corazones a corazones" 1990.
- أيام الخوف "Fear Days" 1991.